# Jeffrey Fortes
Jeffry Fortes (Roterdã, 22 de março de 1989) é um futebolista profissional cabo-verdiano que atua como defensor.

## Carreira
Jeffry Fortes representou o elenco da Seleção Cabo-Verdiana de Futebol no Campeonato Africano das Nações de 2015.